# Cola cordifolia
Cola cordifolia är en malvaväxtart som först beskrevs av Antonio José Cavanilles, och fick sitt nu gällande namn av R. Brown. Cola cordifolia ingår i släktet Cola och familjen malvaväxter. Inga underarter finns listade i Catalogue of Life.

## Bildgalleri

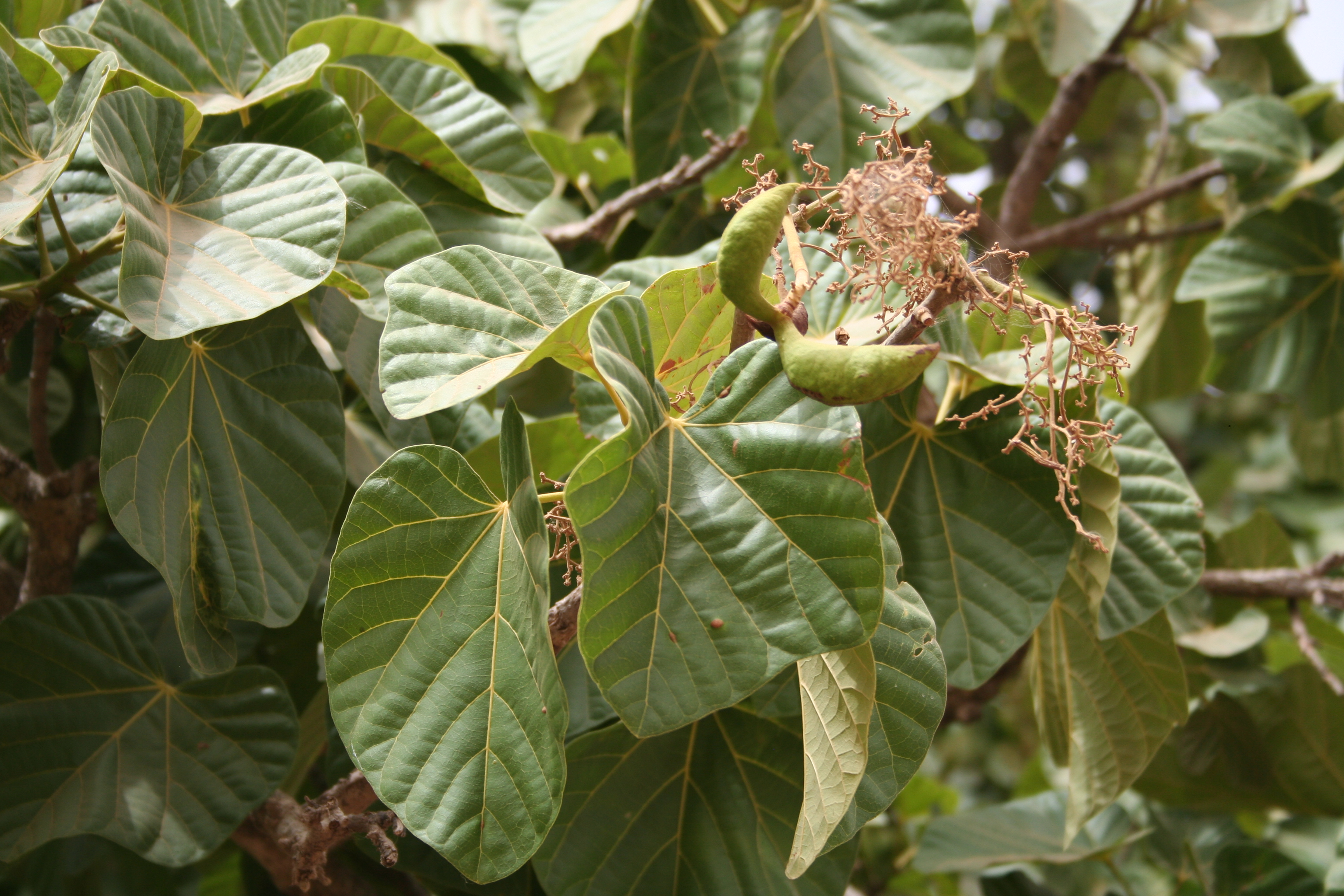
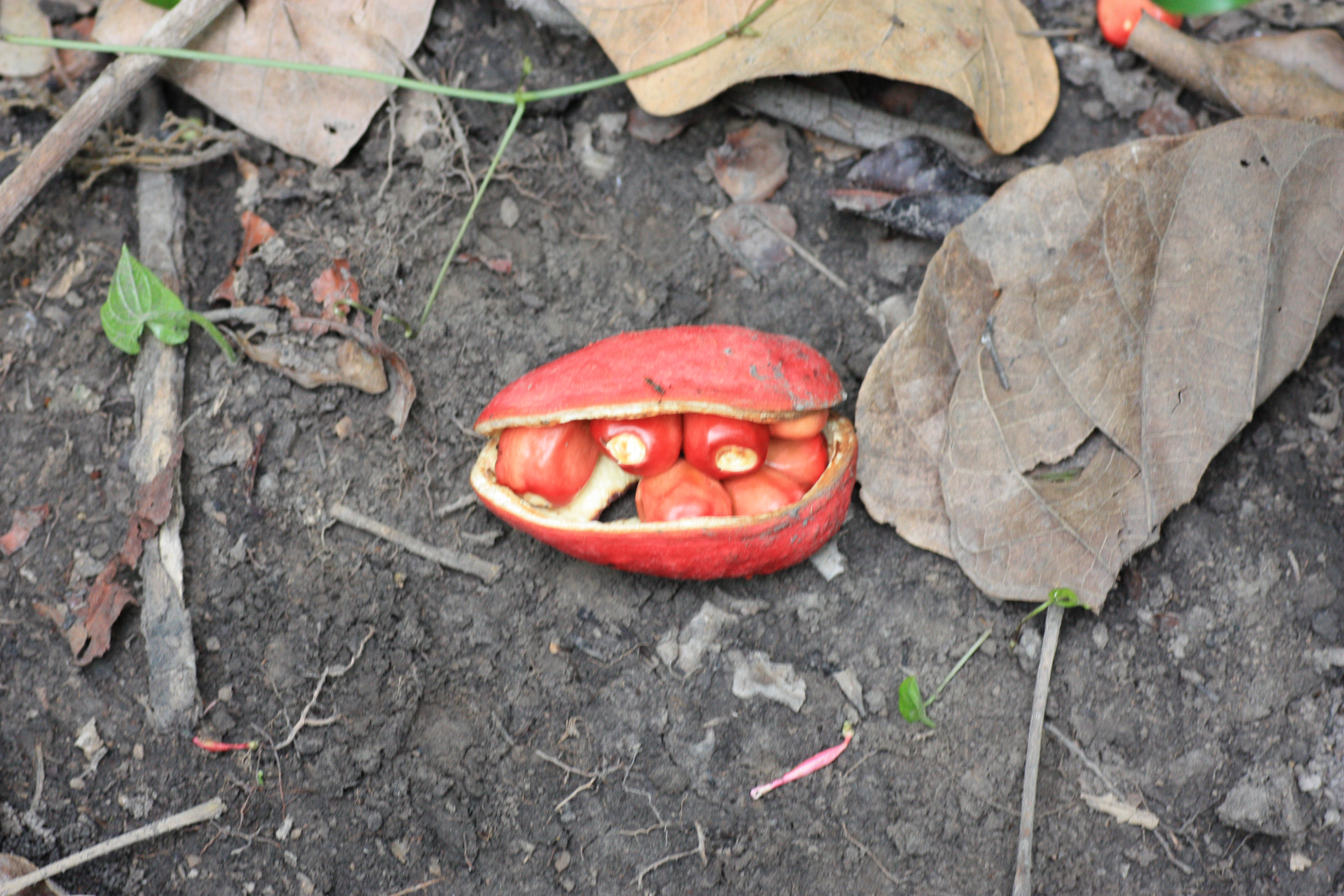